# Second Crater
Der Second Crater (englisch für Zweiter Krater) ist ein Vulkankrater auf der Hut-Point-Halbinsel im Südwesten der antarktischen Ross-Insel. Er liegt 900 m nordöstlich des First Crater in den Arrival Heights.
Frank Debenham, Teilnehmer der britischen Terra-Nova-Expedition (1910–1913), benannte ihn deskriptiv nach seiner relativen geografischen Lage zum First Crater.